# Nordkinnhalvøya

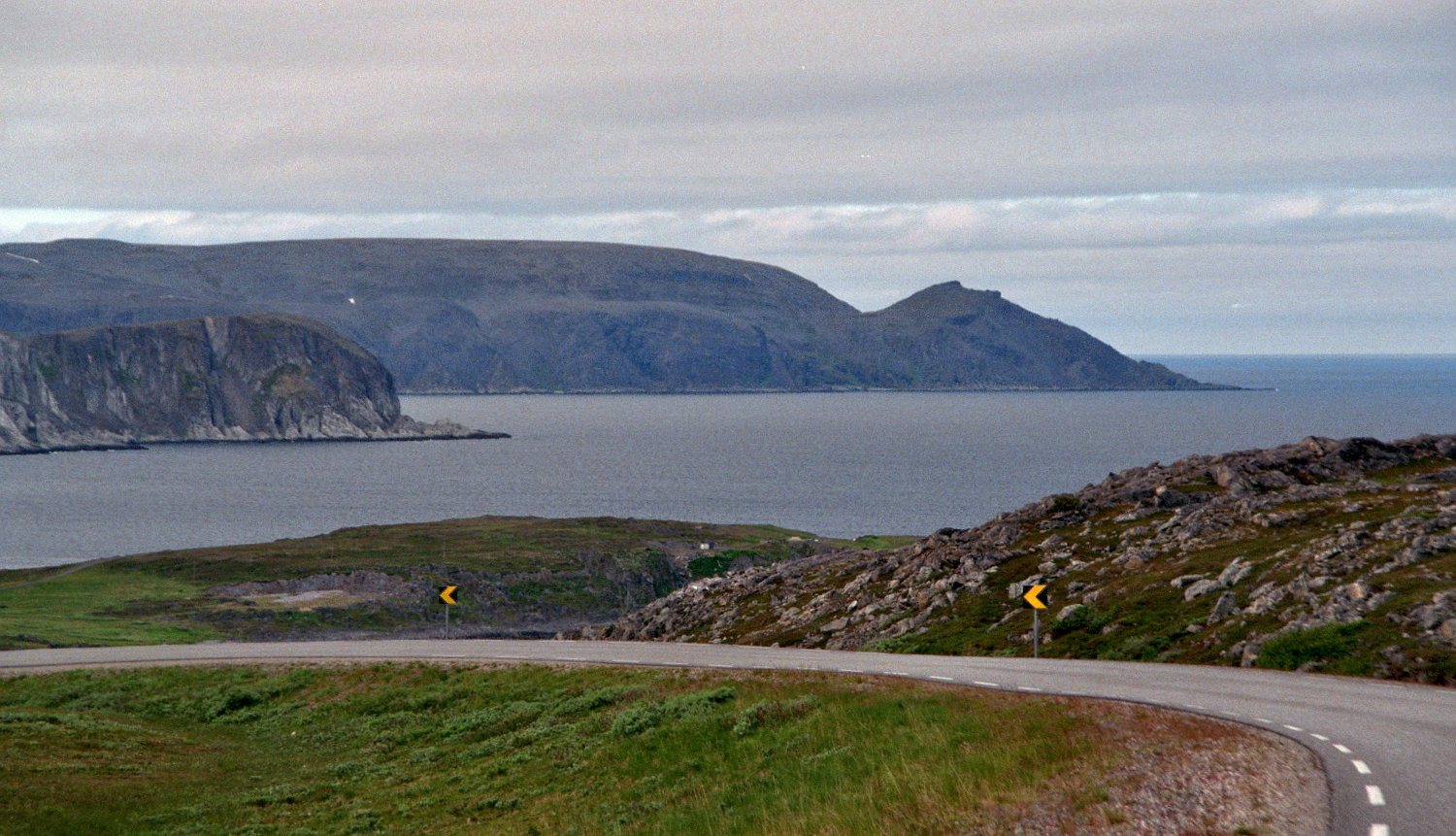
Nordkinnhalvøya mellan Gamvik och Mehamn.

Nordkinnhalvøya (nordsamiska: Čorgašnjárga) är en halvö i Finnmark fylke. Halvön ligger mellan Tanafjorden i öster och Laksefjorden i väster och är delad mellan kommunerna Gamvik och Lebesby.
De största orterna på halvön är Mehamn, Gamvik och Kjøllefjord. Den högsta punkten på Nordkinnhalvøya är Storvarden på Sandfjellet, 486 meter över havet. Den nordligaste delen på halvön är Kinnarodden, vilket även är den nordligaste platsen på Europas fastland. 
Norr om Gamvik ligger Slettnes fyr, vilken är världens nordligaste fastlandsfyr.